# Paradesmodora campbelli
Paradesmodora campbelli är en rundmaskart som först beskrevs av Allgen 1932.  Paradesmodora campbelli ingår i släktet Paradesmodora och familjen Desmodoridae. Inga underarter finns listade i Catalogue of Life.